# Formica alsatica
Formica alsatica är en myrart som beskrevs av Théobald 1937. Formica alsatica ingår i släktet Formica och familjen myror. Inga underarter finns listade i Catalogue of Life.